# كينجزوود (باكينجهامشير)
كينجزوود (بالإنجليزية: Kingswood)‏ هي نجع مُكون من 30 مسكن على الجانب الجنوبي من طريق A41 من وادسون إلى بیسستر وبين قرى لودجيرشال وجرندن يوندروود في مقاطعة باكينجهامشير بإنجلترا. كما تُعد أيضًا أبرشية مدنية بداخل منطقة فال أيلزبري. ويجري في الوقت الحالي إدارة شئون الأبرشية عن طريق اجتماع الرعية.